# Cupido bohemani
Cupido bohemani is een vlinder uit de familie van de Lycaenidae. De wetenschappelijke naam van de soort is voor het eerst geldig gepubliceerd in 1860 door Wallengren.